# Buenaventura Durruti
José Buenaventura Durruti Dumange (Léon, 1896. július 14. – Madrid, 1936. november 20.) spanyol anarchista, a polgárháború egyik kiemelkedő katonai parancsnoka.

## Korai pályafutása
Durruti Léonban született, apja – magát libertáriánus szocialistának tartó – vasúti munkás volt. Manuel Fernández iskolájába járt, aki rossz, de nagylelkű és szeretetteljes gyerekként jellemezte. Évtizedekkel később Rosa nevű testvérének írt levelében Durruti így fogalmazottː „Az első dolog, amit megláttam magam körül, a szenvedés volt, nemcsak a családunkban, hanem a szomszédságunkban is. Ösztönösen már lázadóvá váltam. Azt hiszem, a sorsom eldőlt akkor.”
Tizennégy éves korában a család nehéz anyagi helyzete miatt kénytelen volt otthagyni az iskolát, és szerelősegédként helyezkedett el Melchor Martínez műhelyében, aki elkötelezett szocialista volt, majd a vasútnál kapott állást Léonban. Nyolc testvére volt. Egyiküket megölték az 1934 októberi asztúriaii felkelésben, egy másik a madridi fronton vesztette életét a polgárháborúban, a többieket pedig meggyilkolták a falangisták.
Apjához hasonlóan csatlakozott a Spanyol Munkások Általános Szövetsége szocialista szakszervezethez. 1917 augusztusában aktív szerepet vállalt a vasutassztrájkban, amely hamarosan regionális munkabeszüntetéssé nőtt. A kormánycsapatok három nap alatt kegyetlenül leverték a tiltakozást, 70 embert megöltek, 500-at megsebesítettek. Kétezer sztrájkoló munkást bebörtönöztek.
Durrutinak sikerült Franciaországba szöknie, ahol szerelőként dolgozott. Felvette a kapcsolatot az emigráns anarchistákkal, akik rávették, hogy csatlakozzon a Munkások Nemzeti Konföderációjához (CNT), az anarchisták szervezetéhez. Franciaországban kötött barátságot Émile Cottinnal, aki később megpróbálta megölni Georges Clemenceau-t, majd a polgárháborúban Durruti egységében vesztette életét.
1920-ban visszatért Spanyolországba, San Sebastianba, ahol bemutatták a helyi anarchista szervezetnek. Nem sokkal ezután a CNT vezetője rábeszélte, hogy utazzon Barcelonába, ahol a hatalom durván elnyomta az anarchista mozgalmat, sok tagját bebörtönözte vagy megölte.
A város kormányzója, Martinez Anido és Arlegui rendőrparancsnok minden eszközt bevetett a baloldali mozgalmak megtörésére. 1919 és 1922 között szinte valamennyi ismertebb anarchistát és szindikalistát megölték a hatalom bérgyilkosai vagy – „szökés közben” – a rendvédelmi erők tagjai. Salvator Seguit, a CNT elnökét például egy rendőr lőtte le az utcán. A hatalom egy ellenszakszervezetet is szervezett, a Szabad Szindikátust, és létrehozta a baloldali mozgalmakra fókuszáló rendőri egységet, a Somatent.
Az anarchisták válasza erőszak volt az erőszakra. Mások mellett Buenaventura Durruti és Francisco Ascaso létrehozta a Szolidaritás nevű szervezetet, amely 1923. június 4-én Zaragozában meggyilkolta Juan Soldevila Romero  bíborost. 1923-ban megkezdődött Miguel Primo de Rivera diktatúrája, amely tovább fokozta az anarchisták elnyomását. Még szabadlábon lévő vezetőiket bebörtönözték, megölték, vagy száműzetésbe kényszerítették. Durruti is elhagyta az országot.

## Emigrációban

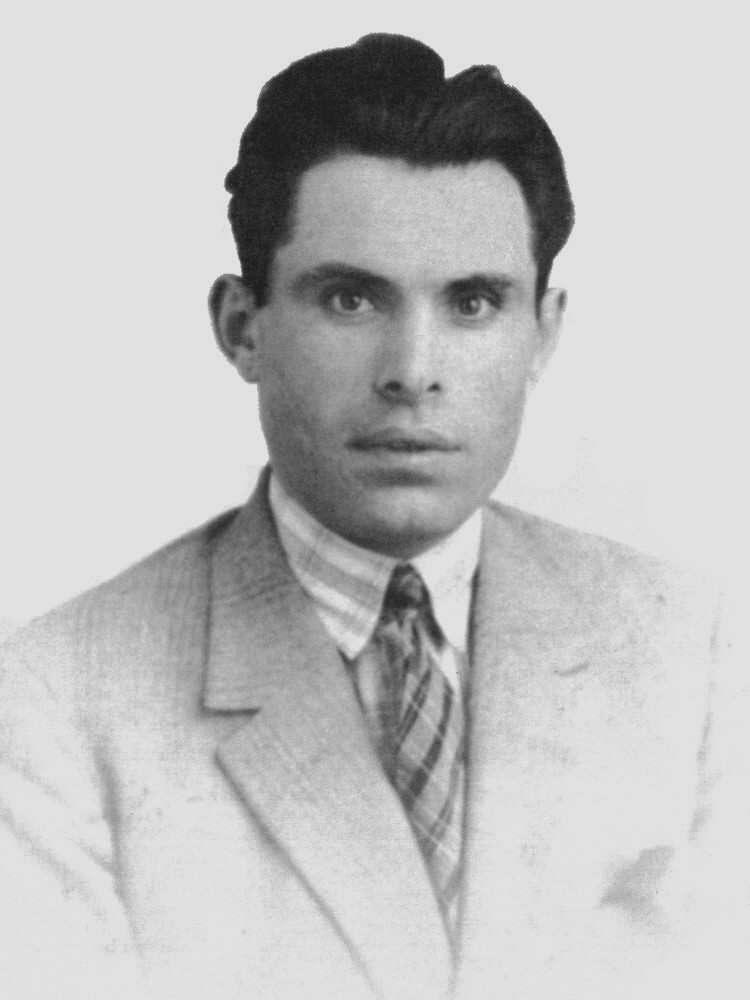
Buenaventura Durruti

Durruti és barátja, Francisco Ascaso először Argentínába ment, ahol a munkások kitörő lelkesedéssel fogadták őket, de a rendőrség nyomására el kellett hagyniuk az országot. A spanyol hatóságok valamennyi Dél- és Közép-Amerikai államot tájékoztatták tevékenységükről, így Durrutiék sehol nem tudtak megállapodni, gyakran éheztek. Kiüldözték őket Chiléből, majd Uruguayból és Mexikóból is. Argentínában anarchista agitátorként halálra ítélték őket. Ilja Ehrenburg később azt írta, hogy négy kapitalista országban mondtak ki rájuk halálos ítéletet.
Miközben Durrutiék Latin-Amerikában vándoroltak, sok spanyol anarchista gyűlt össze Franciaországban, és helyi bajtársaik segítségével átcsaptak kisebb akciókra Spanyolországba. Duruti Ascasóval visszatért Franciaországba, és könyvesboltot nyitott Párizsban. 1924-ben megpróbálták meggyilkolni a városba látogató XIII. Alfonz spanyol királyt, de a merénylet nem sikerült, és a rendőrség letartóztatta őket. Egy év börtönre ítélték őket. Argentína, ahol halálos ítélet volt érvényben ellenük, kiadatásukat kérte, de a francia anarchisták nagy kampányt indítottak szabadon bocsátásuk érdekében. 1925. július 19-én szabadultak, de el kellett hagyniuk az országot két héten belül. Belgium és Luxemburg visszautasította, hogy politikai menedéket adjon nekik, ezért Németországba indultak, amelynek baloldali kormánya volt. A belépést megtagadták tőlük.
Durrutiék ezután illegálisan tartózkodtak Franciaországban, ellátásukat francia elvtársaik biztosították. Dolgozni akartak, ezért Lyonba mentek, ahol sikerült elhelyezkedniük, de a rendőrök ismét rájuk bukkantak, és hat hónapot börtönben töltöttek. Egy ideig illegálisan Belgiumban éltek. Durrutinak 1927-ben sikerült eljutnia Berlinbe, az ismert német anarchistához, Augustin Souchyhoz. A német hatóságok nem engedték letelepedni, de végül a belga kormány befogadta őt és társát.
Durruti a hosszú európai vándorlás alatt részt vett az anarchista mozgalomban és spanyolországi elvtársaival is tartotta a kapcsolatot. A szovjet hatóságok, megérezve Durruti későbbi politikai befolyását, menedékjogot kínáltak neki és Ascasónak, de visszautasították, tartva a kommunista „vendégszeretettől”.

## A köztársaság
1931-ben, a második spanyol köztársaság kikiáltása után Buenaventura Durruti Barcelonába költözött francia barátnőjével, Emilienne-nel, aki lányukkal, Colette-tel volt állapotos.
Durutti bekapcsolódott az anarchista mozgalomba, és azt tapasztalta, hogy a CNT egyes vezetői jelentősen megváltoztatták korábbi álláspontjukat, és hajlandóak a köztársaság támogatására. Durruti ezt elutasította, csatlakozott az az Ibériai Anarchista Szövetséghez (FAI) amely kitartott amellett, hogy szocialista forradalmat kell kirobbantani. A következő hónapokban az új kormány keményen lecsapott a sztrájkolókra Barcelonában és Sevillában. Utóbbiban a köztársasági hatóságok harminc embert megöltek, háromszázat megsebesítettek.  
San Sebastianban három munkást lőttek le. A munkások amúgy sem magas életszínvonala tovább csökkent, nőtt a munkanélküliség, ezért a FAI aktivistái, köztük Durutti is, bankrablásokból szereztek pénzt a munkások és a mozgalom számára. Durutti egy fillért sem tartott meg magának a lopott pénzből.
1932 januárjában a radikális baloldaliak munkásfelkeléseket szerveztek Katalónia több városában. A hadsereg gyorsan leverte a lázadást, a hatóságok pedig 120 anarchista és kommunista vezetőt deportáltak Spanyol Guineába tárgyalás nélkül, köztük Buenaventura Durrutit is. Kislánya ekkor még csak két hónapos volt. Három hónap raboskodás után a deportáltak visszatérhettek Spanyolországba, Durruti április 15-én érkezett meg.
1933-1935-öt az anarchisták később fekete évekként emlegettékː a republikánus kormányzat üldözte őket. A rendőrség folyamatosan zaklatta Durrutit, aki egy barcelonai gyárban dolgozott, és csatlakozott a Textilmunkások Szindikátusához. Gyűléseken vett részt és szervezte az anarchista mozgalmat. A rendőrség újra és újra őrizetbe vette, és vádemelés nélkül tartotta fogva. 1934 októberében felkelések voltak az ország több pontján, amelyek a katolikus egyház elleni atrocitásokba torkolltak. A kormány Francisco Franco tábornokot kérte fel a rend helyreállítására. A hadsereg 1300 munkást, főleg bányászokat ölt meg. Októberben és novemberben harmincezer munkást tartóztattak le, és a fasiszta párt is aktivizálta magát.

## A polgárháború
1936. július 17-én fellázadtak a Francisco Francóhoz hű katonai egységek Marokkóban. A lázadás másnap átterjed az európai területekre. A CNT és a FAI mozgósított, és Spanyolország szerte összecsapott a reguláris alakulatokkal. Rosszabb felszereltségük és gyenge kiképzésük ellenére a munkáscsapatok helytálltak a hadsereggel szemben, több helyen legyőzték azt.
Július 19-én a barcelonai Pedralbes-laktanyából a munkások ellen vonultak a katonák, és megkezdődtek az összecsapások a város utcáin. Durruti sérvműtétje után a barcelonai kórházban lábadozott, de a lázadás hírére azonnal csatlakozott a barikádokat emelő munkásokhoz. A munkásalakulatok estére visszaverték a támadást, a lázadóknak két laktanya, az Atarazanas és a San Andrés maradt a kezén. Július 20-án reggel Durruti vezetésével az anarchisták megostromolták és megadásra kényszerítették az Atarazanast, majd megtámadták a Hotel Colont, amely a falangisták kezén volt. Durruti az elsők között hatolt be az épületbe. Este Durrutit és anarchista vezetőtársait fogadta Luis Companys, Katalónia elnöke a Generalitat palotában, hogy megvitassák a teendőket.
Durruti egy hét múlva katonáival (népszerű nevén Durruti-hadoszlop) elhagyta Barcelonát, hogy a lázadók által elfoglalt Zaragozához vonuljon. A milíciák közül egyedül az övé nem állt meg a kisebb falvak visszafoglalására, így augusztus elején ereje teljében érkezett meg az aragóniai frontra, és megkezdte Zaragoza ostromát.
Az őt felkereső orosz újságírónak ezt mondta: „Lehet, hogy csak százan éljük túl, de ez a száz be fog hatolni Zaragozába, leveri a fasizmust és kikiáltja a libertáriánus kommunizmust. Én lépek be először (a városba). Ki fogjuk kiáltani a szabad önkormányzatot. nem leszünk sem Madrid, sem Barcelona, sem Azana, sem Companys alárendeltje. (...) Megmutatjuk nektek, bolsevikok, hogyan kell forradalmat csinálni.” Zaragoza elesése után felszabadították Aragóniát a falangista kontroll alól, és ezzel biztosították Katalónia élelmiszerellátását.

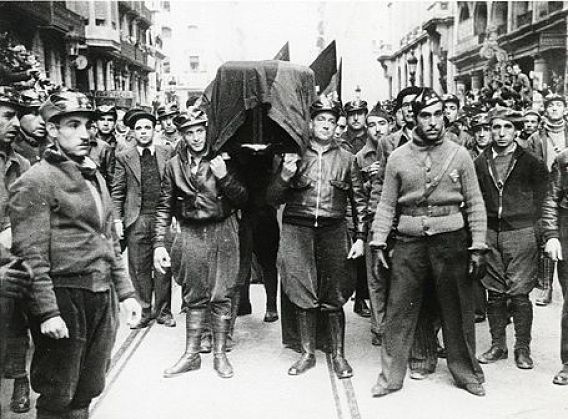
Durruti temetése

Szeptemberben Durruti és csapatai Bujaralozban állomásoztak. Ezekben a napokban kereste fel őt Pierre van Passen, a Toronto Star újságírója, akinek Durruti azt mondta, „Jóval több aggódni valót adunk Hitlernek és Mussolininek a forradalmunkkal, mint a teljes orosz Vörös Hadsereg. Példát mutatunk a német és olasz munkásoknak arra, hogy miként kell a fasisztákkal elbánni.”
November közepén Durruti csapataival Madridba érkezett az aragóniai frontról, hogy segítsen megvédeni a várost. November 17-én Durutti az Egyetemváros felől a Casa de Veázquez irányába próbált meg előretörni embereivel, de olyan heves ágyú- és gépfegyvertűz fogadta őket, hogy végül kénytelenek voltak a kiindulási pontig visszavonulni. November 19-én az anarchista parancsnokot egyik társa véletlenül meglőtte, és másnap meghalt. Az anarchisták propagandaszempontokat mérlegelve azt állították, hogy orvlövész végzett bajtársukkal, ugyanakkor az a szóbeszéd is lábra kapott, hogy saját emberei ölték meg, mert túl nagy fegyelmet követelt tőlük. Az anarchisták közül sokan úgy tartották, hogy a kommunisták ölték meg parancsnokukat.
Buenaventura Durruti az egyik legnépszerűbb anarchista vezető volt, november 22-ei temetésen Spanyolországban azelőtt hasonló szertartáson soha nem látott tömeg, félmillió ember gyűlt össze Barcelona Montjuich-temetőjében.

## Megítélése
A baloldali források Durrutit a munkások jogaiért harcoló fanatikusként, a katalán proletariátus hőseként, az anarchista ügy szentjeként emlegették, aki idealista és őszinte volt. Egyszerűen, meggyőzően érvelt, katonáival együtt evett, aludt, osztozott sikereikben és kudarcaikban. Árnyalja ezt a képet az a történet, amelyet az anarchistákkal szimpatizáló Simone Weil osztott meg, amely súlyosan megtépázta idealizmusát. Az írta, hogy Durruti az aragóniai fronton egy órán át hiába próbált rávenni egy 15 éves falangista gyereket arra, hogy változtassa meg nézeteit, majd egynapi gondolkodási időt adott neki. Mivel a fiú nem állt át, agyonlövette.